# Агитка
Агитка — река в Вагайском районе Тюменской области, правый приток Вагая (бассейн Иртыша), протекает на юге Западно-Сибирской равнины. Длина реки 183 км, площадь бассейна 3590 км². 

## География
Агитка начинается в болоте Северное в нескольких километрах на юго-запад от деревни Вершинская Вагайского района Тюменской области. Течёт по заболоченной равнинной местности сначала на северо-восток, потом на север и северо-запад. В верхнем и среднем течении долина не выражена. Ширина реки в верхнем течении, до впадения реки Большой Ик, на плёсах 25-40 м, но в некоторых местах достигает 250. Глубины в среднем 1,5, на плёсах до 5 метров. В среднем течении, от впадения Большого Ика до села Тукуз, река становится более широкой и глубокой. В нижнем течении (до устья) ширина реки от 15 до 45 метров. Русло на всем протяжении у берегов, а иногда и сплошь, покрыто водной растительностью. Недалеко от впадения в Вагай поворачивает на восток. Агитка впадает в Вагай на 70 км от его устья, возле села Копотилы, расположенного немного выше по течению реки Вагай. Общее падение реки 30,3 м.
Вдоль реки расположены населённые пункты: Вершинская, Тукуз, Казанское, Лямчай, Сулейменская, Митькинское, Домнино. Верховья Агитки и берега расположенного на востоке от неё Большого Увата — традиционная область расселения сибирских татар.

## Притоки
в бассейне реки - 43 водотока, в том числе 8 более 10 км длиной. Наиболее крупные притоки:
- 78 км: Агыйлы
- 95 км: Рагайзе (Уртаелга)
- 119 км: Большой Ик, левый
- 139 км: Аскылцак
- 155 км: Долгая

## Гидрология
Среднегодовой сток 7,33 м³/с. Измерения стока проводилось на протяжении 34 лет (с 1957 по 1990) в селе Митькинское в 27 км от устья на высоте 38,4 м. Многогодовой минимум стока 0,97 м³/с, максимум — в мае, 33,84 м³/с. За период наблюдений абсолютный минимум месячного стока (0,40 м³/с) наблюдался в марте 1989, абсолютный максимум (130 м³/с) — в мае 1987 года.
Агитка замерзает в начале ноября, а лёд сходит в мае. Питание реки смешанное, в основном снегом. Минимум стока в летний период, когда речка свободна от льда, наблюдалось в августе и сентябре 1989 года — 0,62 м³/с.
Речной сток имеет значительные колебания год от года. Например, среднегодовой сток 1987 года составлял 17,49 м³/с, годом позже снизился до 5,86 м³/с, а в сильно засушливое время в 1989 году только 1,89 м³/с.